# Ingegerd Yllner-Mattsson
Ingegerd Kristina Yllner-Mattsson, född 18 februari 1926 i Högalids församling i Stockholm, död 31 maj 2018 i Danderyd, var en svensk målare och tecknare.
Hon var dotter till tandläkaren Nils Gustaf Natanael Yllner och Tyra Lind och från 1947 gift med teknologie licentiat Karl-Henry Mattsson (1923–1986), samt systerdotter till konstnären Sigrid Lind. Yllner-Mattsson studerade vid Konstfackskolan 1946–1946 och vid Académie Libre 1954 och var under åren 1946–1952 sysselsatt med kopiering av 1700-tals porträtt vid Nationalmuseum. Hennes konst, förutom kopior av äldre mästare, består av landskap, barnstudier, porträtt och sagoillustrationer utförda i olja eller som krit- eller blyertsteckningar.